# オートテクニックジャパン
株式会社オートテクニックジャパン (AutoTechnicJapan CO.,LTD; ATJ) は、4輪、2輪、汎用製品の研究開発・品質保証をサポートするエンジニアリング ソリューション カンパニーである。

## 概要
1971年に本田技術研究所より、走行テストと品質管理業務の受託を開始、1982年に会社を設立。40年以上に渡り、本田技術研究所の研究開発サポートを行っている。
2009年のリーマン・ショックからなる自動車業界の不況では経費削減のため、省エネ活動を全社をあげて行った。
2012年、フォーミュラ・ニッポン『DOCOMO TEAM DANDELION RACING』とオフィシャルパートナー契約を締結。
創立30周年記念式典を各拠点で開催し、i-nosによる公式イメージソング「All Time Just」が披露された。
2013年、前年に引き続き、スーパーフォーミュラ『DOCOMO TEAM DANDELION RACING』の協賛を続けるほか、新たに全日本ロードレース選手権及び世界選手権鈴鹿8時間耐久レースに参戦する「MuSASHi RT HARC-PRO.」の協賛を開始した。

## 沿革
- 1971年（昭和46年）7月 - 本田技術研究所車輌試験課の要請によりニッコン・プロモーション株式会社を設立。4輪・2輪車の走行テスト・品質管理業務を受託。
- 1973年（昭和48年）5月 - 株式会社オートテクニックに改称（埼玉県朝霞市）。
- 1979年（昭和54年）4月 - 本田技術研究所栃木センター発足に伴い、オートテクニック栃木営業所を新設し、耐久走行テスト業務を受託。
- 1989年（平成元年）
  - 5月 - 社名を株式会社オートテクニックジャパン（ATJ）に改称。
  - 11月 - 栃木テクニカルセンターにて、研究開発業務およびエンジン・ミッション組立業務を開始。
- 1993年（平成5年）6月 - 浜松テクニカルセンターを新設し、ATミッション性能解析業務を開始。
- 1996年（平成8年）2月 - 鷹栖事務所（現鷹栖オフィス）を新設。
- 1997年（平成9年）
  - 4月 - 朝霞出張所を新設し、本田技術研究所朝霞研究所の研究開発業務を受託。
  - 6月 - 真岡出張所を新設し、本田技研工業栃木製作所真岡工場の業務を受託。
- 1999年（平成11年）11月 - 本田技研工業浜松製作所（細江テスト場）の船外機テスト業務を受託。
- 2000年（平成12年）6月 - 日信工業（現・日立Astemo）栃木センターの研究開発業務を受託。
- 2004年（平成16年）10月 - ケーヒン（現・日立Astemo）栃木開発センターの研究開発業務を受託。
- 2006年（平成18年）
  - 2月 - 栃木第2テクニカルセンターを新設。
  - 6月 - 朝霞テクニカルセンターを新設。
- 2012年（平成24年）5月 - 厚木営業所(現厚木オフィス)を新設。
- 2013年（平成25年）10月 - Auto Technic Americas, Inc.（米国） 合弁会社を設立。
- 2014年（平成26年）10月 - 鈴鹿営業所(現鈴鹿オフィス）を新設。ATJ 開発センターを新設（現栃木開発センター第1棟）。
- 2015年（平成27年）
  - 4月 - SUPER GT GT500クラス Drago Modulo Honda Racing　車輌メンテナンス業務を受託。
  - 12月 - SIAM AUTO TECHNIC CO.,LTD.（タイ） 合弁会社設立。
- 2019年（令和1年）4月 - 浜松開発センターを新設（浜松テクニカルセンターと併せた総称）。
- 2020年（令和2年）4月 - 栃木開発センター第2棟を新設。

## 拠点所在地
- ATJ本社　栃木県芳賀郡芳賀町
- 栃木開発センター　栃木県芳賀郡芳賀町
- 栃木テクニカルセンター　栃木県芳賀郡芳賀町
- 浜松開発センター/浜松オフィス　静岡県浜松市浜名区
- 朝霞テクニカルセンター/朝霞オフィス　埼玉県朝霞市
- 鷹栖オフィス　北海道上川郡鷹栖町
- 厚木オフィス　神奈川県厚木市
- 鈴鹿オフィス　三重県鈴鹿市